# International League of Antiquarian Booksellers
International League of Antiquarian Booksellers (ILAB, ILAB/LILA) er den internationale samarbejdsorganisation for 20-30 nationale brancheorganisationer for antikvarboghandlere. Der er et par tusinde boghandlere tilsluttet ILAB.
ILAB blev dannet 1948 i København og har som motto Amor librorum nos unit (latin "Kærligheden til bøger forener os"). En af foreningens vigtigste opgaver er at opstille etiske retningslinjer som alle medlemmer skal følge. Foreningen har en søgemaskine på sin hjemmeside.